# Abigail Johnson
Abigail Pierrepont Johnson (* 19. prosince 1961 Boston) je americká podnikatelka. Od roku 2014 je prezidentkou a výkonnou ředitelkou americké investiční společnosti Fidelity Investments (FMR) a předsedkyní její mezinárodní sesterské společnosti Fidelity International (FIL).